# Драгунов, Николай Васильевич
Николай Васильевич Драгунов — советский хозяйственный, государственный и политический деятель.

## Биография
Родился в 1913 году в деревне Шопино. Член КПСС.
С 1929 года — на хозяйственной, общественной и политической работе. В 1929—1978 гг. — рабочий, военнослужащий Рабоче-Крестьянской Красной Армии, инженерный работник на машиностроительных предприятиях города Москвы, первый секретарь Киевского райкома КПСС города Москвы, председатель ЦК профсоюза рабочих машиностроения, председатель ЦК профсоюза работников автомобильного и сельскохозяйственного машиностроения.
Делегат XXII, XXIV и XXV съездов КПСС.
Умер после 1982 года.